# Проблемы управления
Проблемы управления (англ. Control Sciences, ISSN 1819-3161) — российский журнал, учреждённый Институтом проблем управления им. В. А. Трапезникова РАН. Журнал отражает исследования в области теории и практики управления, современных методов решения управленческих задач с учётом нестабильного поведения окружающей среды, ограниченной исходной информации и противоречивости целей, слабой структуризации и наличия многих критериев.
Главный редактор — чл.-корр. РАН Д. А. Новиков.
Издаётся с 2003 года, периодичность 6 номеров в год, объём 84 — 88 стр., формат А4.

## Разделы
- системный анализ;
- математические проблемы управления;
- анализ и синтез систем управления;
- информационные технологии в управлении;
- управление в социально-экономических системах;
- управление в медико-биологических системах;
- управление техническими системами и технологическими процессами;
- управление подвижными объектами;
- обзоры, прогнозы;
- философские вопросы управления;
- краткие сообщения;
- письма в редакцию;
- хроника.